# Dương Văn Rã
Dương Văn Rã (20 tháng 12 năm 1957 – 13 tháng 10 năm 2019) là một sĩ quan cao cấp trong Quân đội nhân dân Việt Nam, hàm Trung tướng, nguyên Chủ nhiệm Tổng cục Hậu cần.

## Cuộc đời
Dương Văn Rã sinh ngày 20 tháng 12 năm 1957 tại xã Thái Mỹ, huyện Củ Chi, Thành phố Hồ Chí Minh. Ông nhập ngũ từ tháng 1 năm 1975 và trở thành chiến sĩ thuộc Lữ đoàn 316. Đến tháng 4 năm 1977, ông trở thành nhân viên quân nhu của Trung đoàn 316 thuộc Binh đoàn 23, Quân khu 7. Sau khi được cử đi học tại Trường Hậu cần Quân khu 7, ông trở thàng Trợ lý quân nhu của Trung đoàn 316. Ngày 31 tháng 10 năm 1979, ông được kết nạp vào Đảng Cộng sản Việt Nam và được phong quân hàm Thiếu úy vào tháng 2 năm 1980.
Sau khi được cử đi học tại Trường Văn hóa, ông được bổ nhiệm làm Trưởng ban Quân nhu của Phòng hậu cần thuộc Bộ Chỉ huy quân sự Thành phố Hồ Chí Minh. Tháng 11 năm 1989, ông trở thành Phó chủ nhiệm Hậu cần của Bộ chỉ huy Quân sự thành phố và sau đó một năm thì được cử đi học tại Học viện Hậu cần. Đến tháng 1 năm 1995, ông trở thành Chủ nhiệm Hậu cần của Bộ chỉ huy Quân sự thành phố và đảm nhiệm vị trí này đến tháng 12 năm 1999 thì được điều làm Phó chủ nhiệm Hậu cần của Quân khu 7. Bảy tháng sau, ông chính thức được thăng làm Chủ nhiệm Hậu cần Quân khu 7.
Tháng 11 năm 2005, ông được bổ nhiệm làm Phó chủ nhiệm Tổng cục Hậu cần, và đảm nhiệm vị trí này 9 năm trước khi trở thành Chủ nhiệm Tổng cục vào tháng 10 năm 2014. Ông nghỉ để chữa bệnh vào tháng 1 năm 2018, và đến tháng 10 năm 2019 thì ông qua đời, thọ 63 tuổi.

## Lịch sử thụ phong quân hàm
| Năm thụ phong | 1982     | 1984      | 1987   | 1990     | 1994     | 1998      | 2002   | 2006        | 2014        |
| ------------- | -------- | --------- | ------ | -------- | -------- | --------- | ------ | ----------- | ----------- |
| Cấp bậc       | Trung úy | Thượng úy | Đại úy | Thiếu tá | Trung tá | Thượng tá | Đại tá | Thiếu tướng | Trung tướng |

## Khen thưởng
- Huân chương Quân công hạng Ba
- Huân chương Chiến sĩ vẻ vang hạng Nhất, Nhì, Ba
- Huy chương Quân kỳ Quyết thắng
- Huy hiệu 40 năm tuổi Đảng.